# 유오 (초효왕)
초효왕 유오(楚孝王 劉囂, ? ~ 기원전 25년)는 중국 전한의 황족·제후왕으로, 효왕 계통의 첫 초왕이다. 선제와 위첩여의 아들이자 전한의 사실상 마지막 황제 유영의 증조부로, 형 원제의 후손이 단절됐기에 효왕의 자손에서 황제가 나왔다.

## 생애
감로 2년(기원전 52년) 정월 혹은 10월에 정도왕으로 봉해졌고, 효왕 3년 곧 감로 4년(기원전 50년)에 초왕으로 옮겨 봉해졌다.
성제 하평 3년(기원전 26년)에 입조했을 때 마침 병이 들어, 성제가 효왕을 걱정하여 효왕의 아들 유훈을 광척후(廣戚侯)에 봉했다. 이듬해 6월 경술일에 죽어 아들 회왕 유문이 뒤를 이었다.

## 가계
- 전한 선제 (아버지)
  - 초효왕 유오
    - 초회왕 유문
    - 초사왕 유연
    - 광척양후 유훈
    - 음평희후 유회

유훈은 하평 3년(기원전 26년) 2월 을해일, 유회는 양삭 2년(기원전 23년) 정월 병오일에 봉해졌다.